# Magazzini annonari romani di Milano
I magazzini annonari romani di Milano (lat. horrea, sing. horreum) sono stati dei magazzini pubblici annonari presenti nella città romana di Mediolanum (la moderna Milano). Erano utilizzati in epoca romana per dare continuità alle scorte di cereali e di altre derrate alimentari. Resti dei magazzini annonari romani di Milano sono stati trovati nelle moderne via dei Bossi 4 e in via dei Piatti 11, con il primo sito archeologico che è visitabile su richiesta e il secondo che è chiuso al pubblico.

## Storia

L'antica Milano romana (Mediolanum) sovrapposta alla Milano moderna. Il rettangolo più chiaro al centro, leggermente sulla destra, rappresenta la moderna piazza del Duomo, mentre il moderno Castello Sforzesco si trova in alto a sinistra, appena fuori dal tracciato delle mura romane di Milano. Al centro, indicato in rosso salmone, il foro romano di Milano, mentre in verde il quartiere del palazzo imperiale romano di Milano

Gli horrea di Mediolanum (la moderna Milano) erano dei magazzini pubblici annonari utilizzati in epoca romana per dare continuità alle scorte di cereali e di altre derrate alimentari. 
In questo modo anche la distribuzione delle derrate alla popolazione di Mediolanum era continua e sicura, tant'è che la quantità di derrate disponibili negli horrea dell'intero Impero romano era tale che alla morte di Settimio Severo nel 211 vi era contenuta una quantità di cibo sufficiente a sfamare la popolazione di Roma per sette anni.
Il termine latino horreum deriva da "orzo" (lat. hordeum), con un richiamo alla loro funzione primaria, anche se gli edifici che ebbero questo nome furono poi utilizzati per il deposito di altri tipi di merci. 
Questi edifici pubblici comparirono per la prima volta nell'Impero romano verso la fine del II secolo a.C., nell'epoca delle riforme sociali volute da Gaio Sempronio Gracco, durante la quale iniziò la distribuzione gratuita di granaglie alla popolazione.
Spesso gli horrea venivano costruiti nei pressi dei confini dell'impero, soprattutto nelle province occidentali, nei pressi dei luoghi di stanza dell'esercito romano. Altre volte erano realizzati lontano dalle frontiere, come nel caso di Mediolanum, sempre con lo stesso obiettivo: consentire la distribuzione delle granaglie alla popolazione e rifornire di derrate anche le truppe di stanza nelle varie città dell'impero. 
Se gli horrea servivano anche a rifornire l'esercito, erano chiamati militaria. Il loro approvvigionamento era garantito dall'annona militaris, ovvero dalla tassa che le province dell'impero dovevano pagare per il mantenimento dell'esercito romano.
Gli horrea di Milano, secondo la datazione dei ritrovamenti archeologici, furono in funzione almeno dall'età flavia (I secolo), cioè un secolo dopo l'elevamento di Mediolanum allo status di municipium, che avvenne nel 49 a.C., continuando ad essere in uso nel III secolo, durante il periodo in cui la città fu capitale dell'Impero romano d'Occidente (ruolo che ricoprì dal 286 al 402), fino almeno alla caduta dell'Impero romano d'Occidente (476).

## Gli edifici
Gli horrea erano edifici di forma allungata con tetto a doppio spiovente. Avevano pareti molto robuste per evitare i problemi legati al peso delle granaglie, che spingevano contro di esse. Queste pareti erano infatti dotate di contrafforti che irrobustivano l'alzato. 
Gli horrea erano gestiti da schiavi, erano divisi internamente in cellae, ovvero in spazi dove venivano stipate le merci, ed erano caratterizzati da cortili esterni da cui si poteva accedere all'interno grazie a diverse porte d'ingresso. Nei cortili erano presenti anche pozzi che assicuravano il rifornimento dell'acqua.

## Resti
Nella moderna via dei Bossi, al numero civico 4, nei pressi di via Broletto, sono stati rinvenuti resti archeologici ascrivibili a un grande horreum di epoca tardo imperiale, forse risalente ai tempi di Gallieno o più probabilmente di Massimiano, nell'epoca in cui la città fu capitale dell'Impero romano d'Occidente (ruolo che ricoprì dal 286 al 402). questo horreum era collocato nei pressi di Porta Comasina romana per facilitare gli approvvigionamenti di derrate alimentari destinati alla città e la fornitura di cibo alle truppe, che erano di stanza lungo le mura romane di Milano. Da Porta Comasina aveva infatti origine un'importante arteria stradale che collegava Mediolanum a Comum (Como), asse viario che facilitava l'approvvigionamento di derrate di cibo verso la città. 
Durante scavi archeologici effettuati nella moderna via dei Bossi 4 nel 1958 e tra il 1964 e il 1965 sono venuti alla luce tratti dei muri perimetrali esterni di questo horreum. Le dimensioni di questo edificio erano di 18 m x 68 m. Lo spazio interno era diviso in quattro navate, che erano delimitate da tre file di sedici colonne, con quelle centrali che erano più grandi delle altre. Le pareti verticali interne erano caratterizzate dalla presenza di paraste in laterizi. 
A nord era presente un cortile grazie al quale si accedeva a un secondo horreum, che era posto a ovest dell'horreum precedentemente descritto, di cui però non sono state trovate tracce archeologiche. Questo sistema di "doppio horreum" era anche presente a Treviri e ad Aquileia. Sulle fondazioni di questi horrea, che erano formate da uno strato di ciottoli e da malta, poggiavano le mura perimetrali esterne, che erano rivestite in mattoni. Le finestre di questi due horrea erano contornate da arcate cieche. Gli horrea di via dei Bossi sono visitabili dal pubblico solo su richiesta.
Altri resti di horrea a Milano sono stati trovati nella moderna via dei Piatti, al numero civico 11. Tra il 1961 e il 1962 sono venuti alla luce tratti di mura di un horreum lungo almeno 30 metri. Anche in questo caso le fondazioni erano costituite da strati di ciottoli e malta. È stato anche ritrovato un tratto di muro perimetrale esterno dell'edificio, che era realizzato in laterizi, con il nucleo interno formato da ciottoli e laterizi. Il lato meridionale di questo horreum arrivava fino alla moderna via Olmetto. 
L'horreum di via dei Piatti 11 è ben più antico di quello di via dei Bossi, dato che risale all'età flavia. L'importanza di questo horreum, nella Mediolanum dell'epoca, è confermata dal ritrovamento di una statua in bronzo rappresentante la dea Virtus oppure la dea Roma. Forse questa statua era parte di un gruppo scultoreo più grande raffigurante un carro. Adiacente a questo horreum è stato rinvenuto un tratto di strada romana. L'horreum di via dei Piatti non è visitabile dal pubblico.

## Mappa dettagliata di Mediolanum

Mappa dell'antica Milano romana (Mediolanum) (secoli III-V) con indicate le mura e le porte romane di Milano, il foro romano di Milano, il teatro romano di Milano, l'anfiteatro romano di Milano, il circo romano di Milano, l'area del palazzo imperiale romano di Milano (in rosa più tenue), la zecca romana di Milano, le terme Erculee, il mausoleo imperiale di Milano, la via Porticata con l'arco trionfale, i magazzini annonari romani di Milano (lat. horrea), il porto fluviale romano di Milano, i castelli romani di Milano e le basiliche paleocristiane di Milano